# الاستيطان اليهودي في يافا

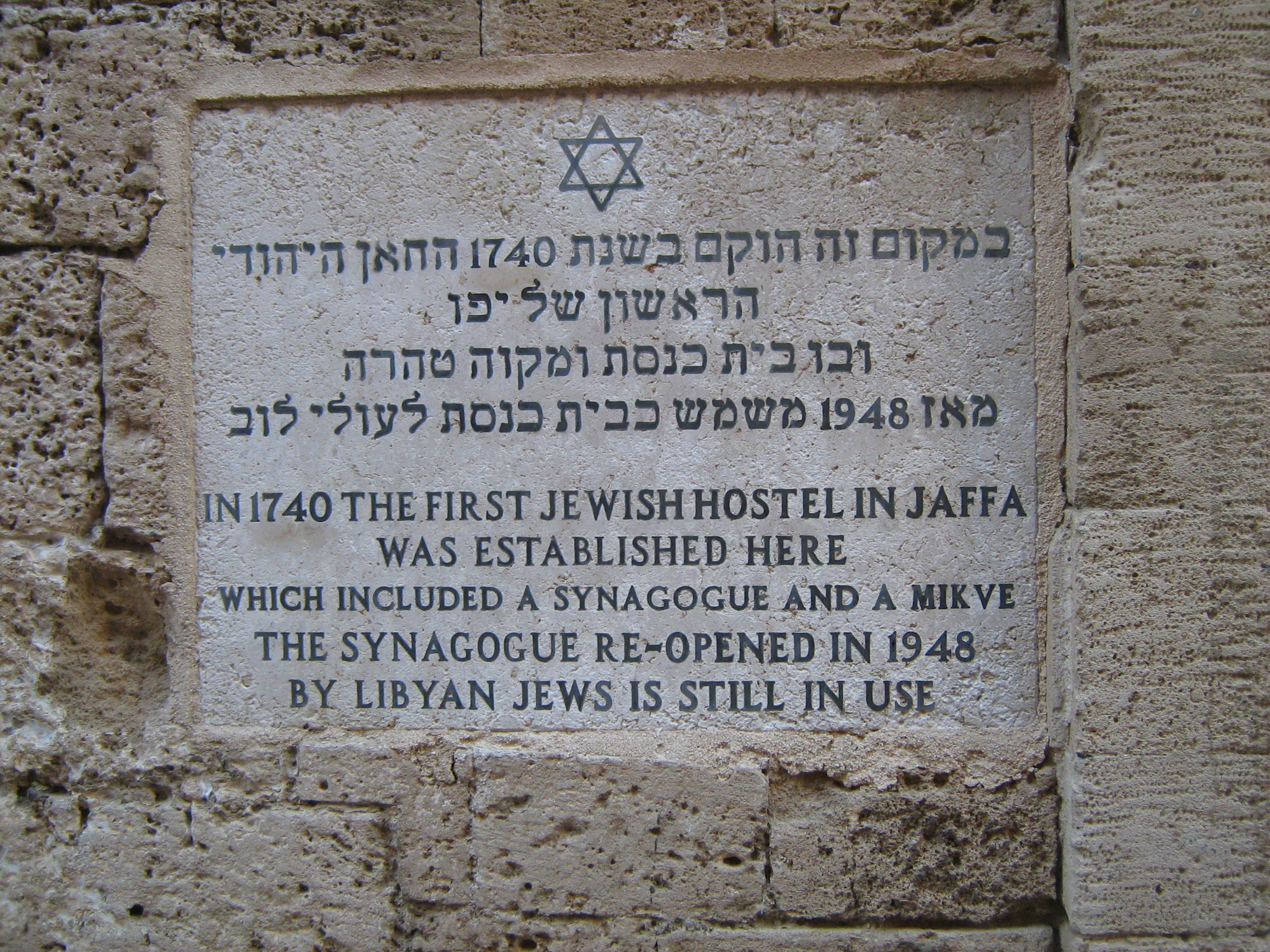
لافتة خارج كنيس المهاجرين الليبيين في يافا

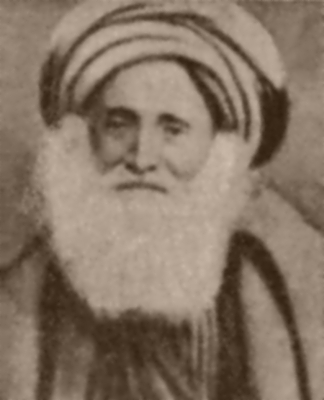
الحاخام يهودا مراغوزا، ولد في سراييفو، هاجر إلى فلسطين في عام 1801 وخدم فيما بعد كأول حاخام للمجتمع اليهودي الناشئ في يافا.

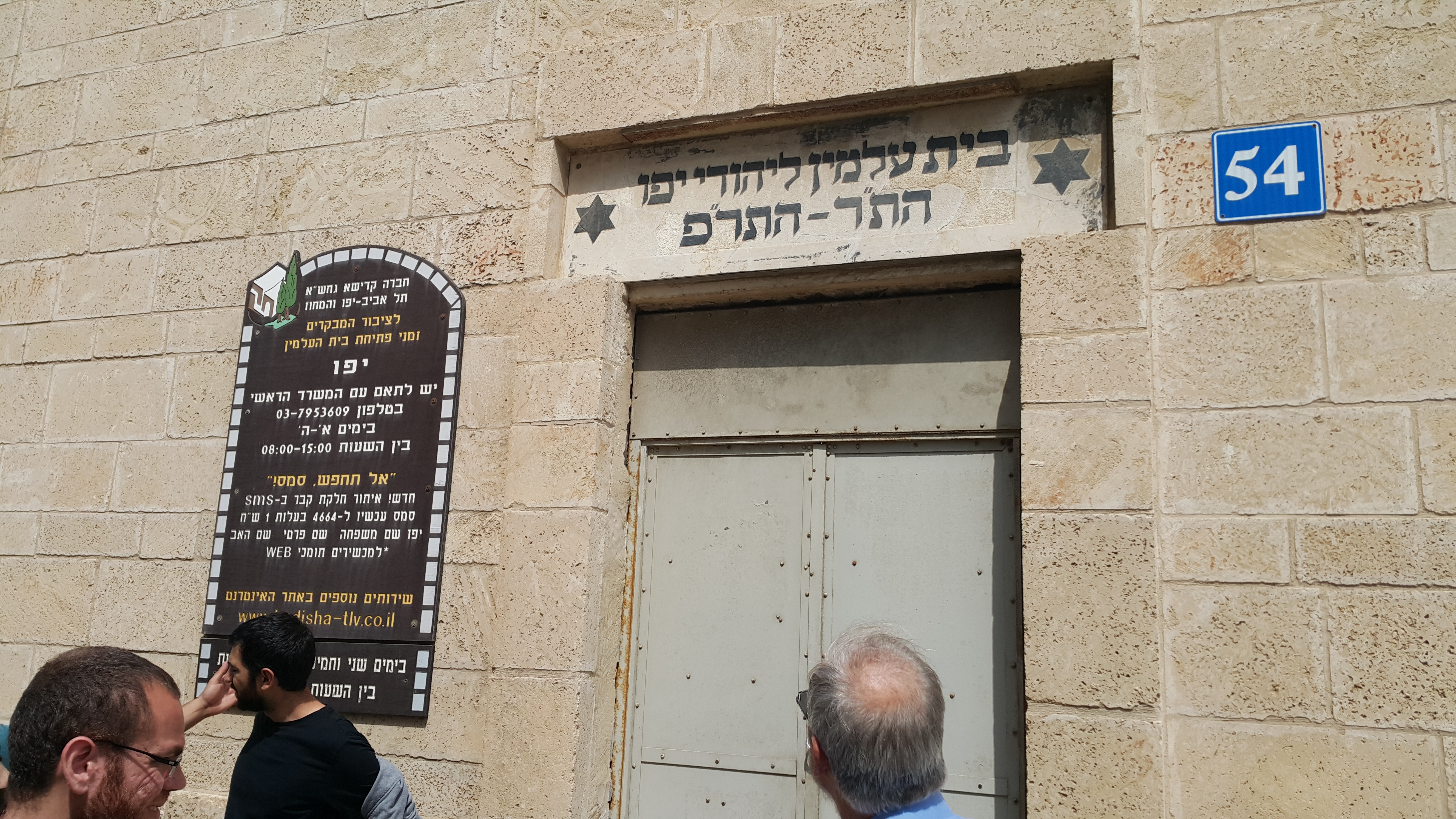
بوابة أول مقبرة يهودية في يافا

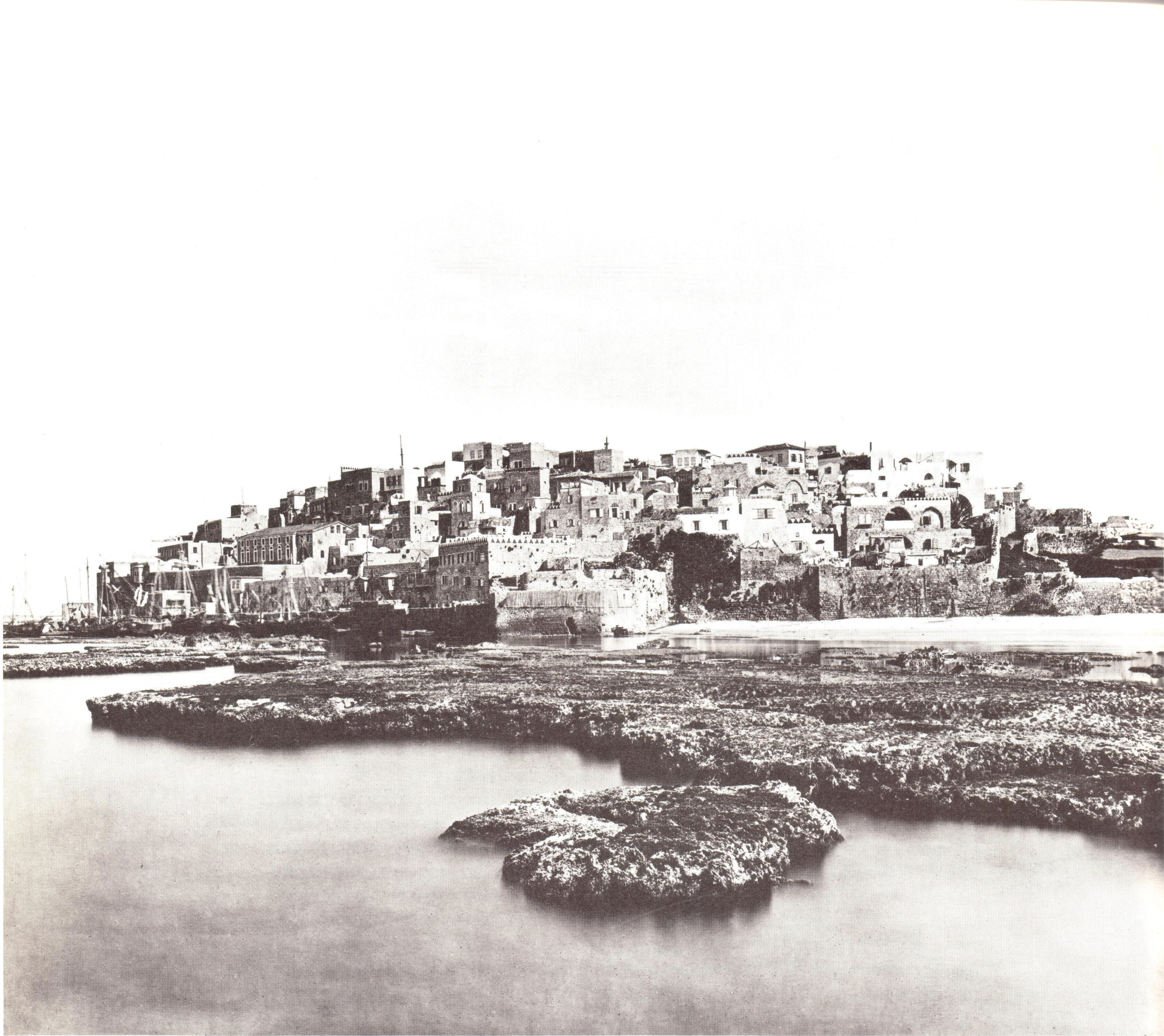
منظر يافا من البحر في صورة فوتوغرافية تعود إلى عام 1865

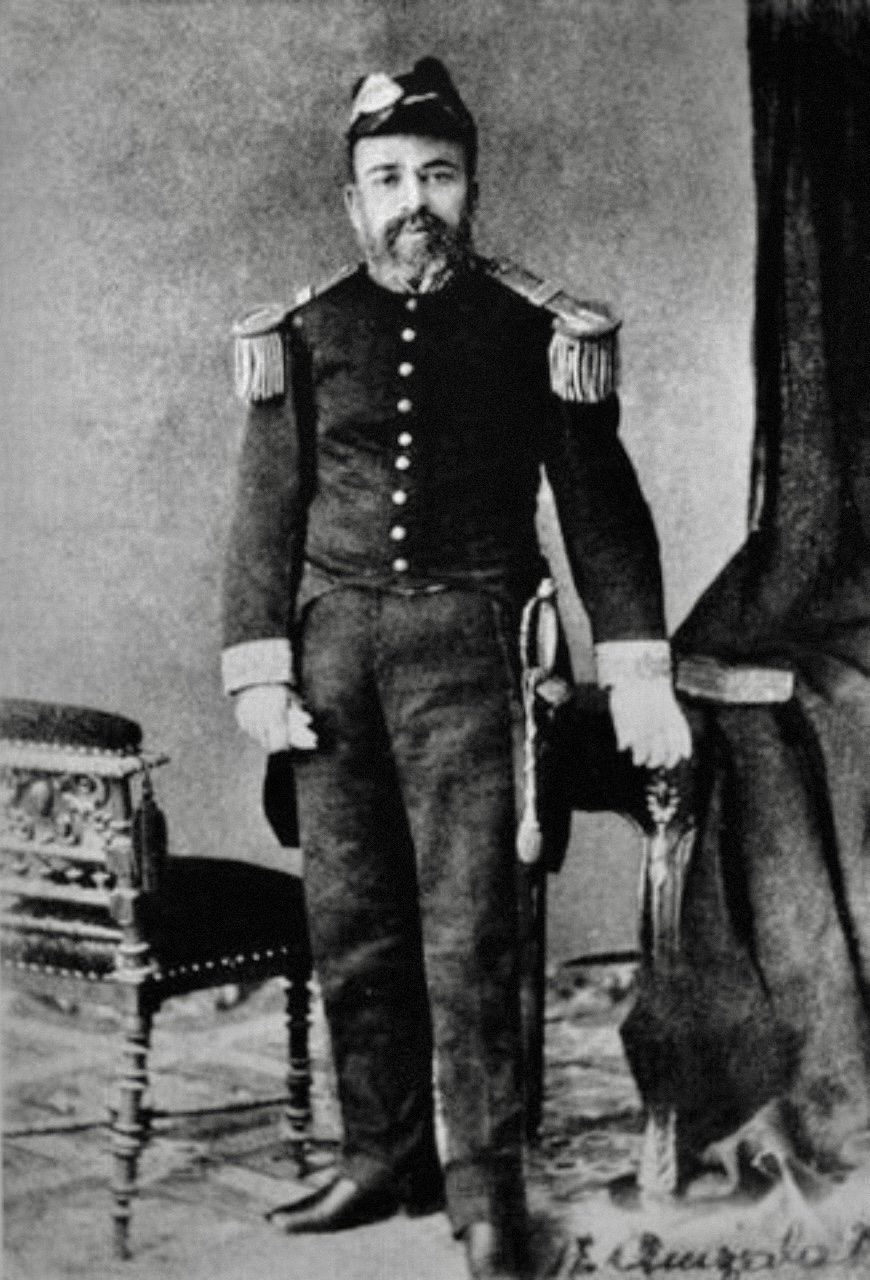
حاييم أمزلاغ، تاجر وقنصل بريطاني، وأحد زعماء الجالية في يافا. تنحدر عائلته من المغرب وهاجرت إلى فلسطين في عام 1834 من جبل طارق.

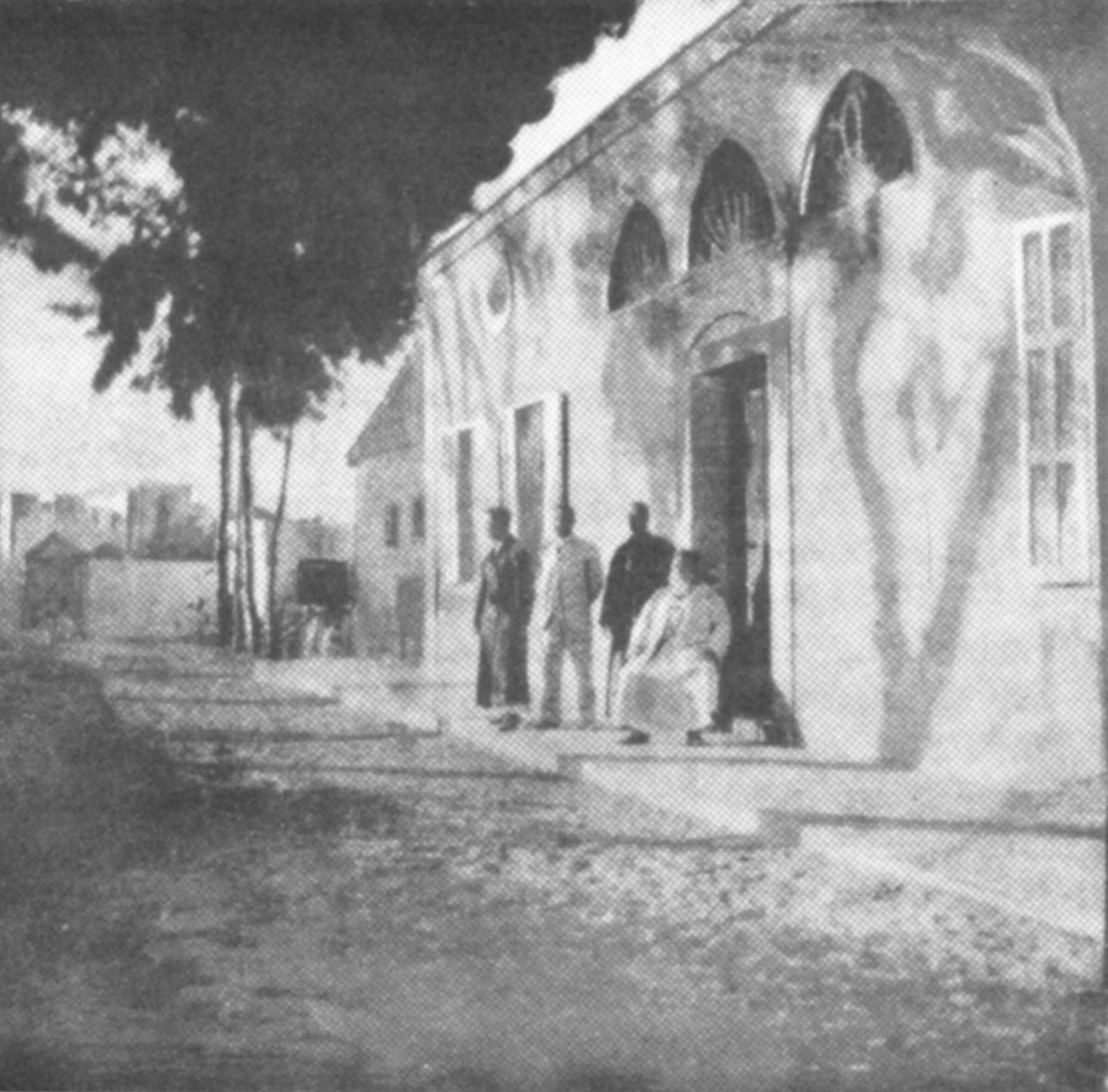
منزل أهارون شالوش في نفي تسدك، في أواخر القرن التاسع عشر. وعند مدخلها يجلس هارون الثالث وخلفه أبناؤه الثلاثة.

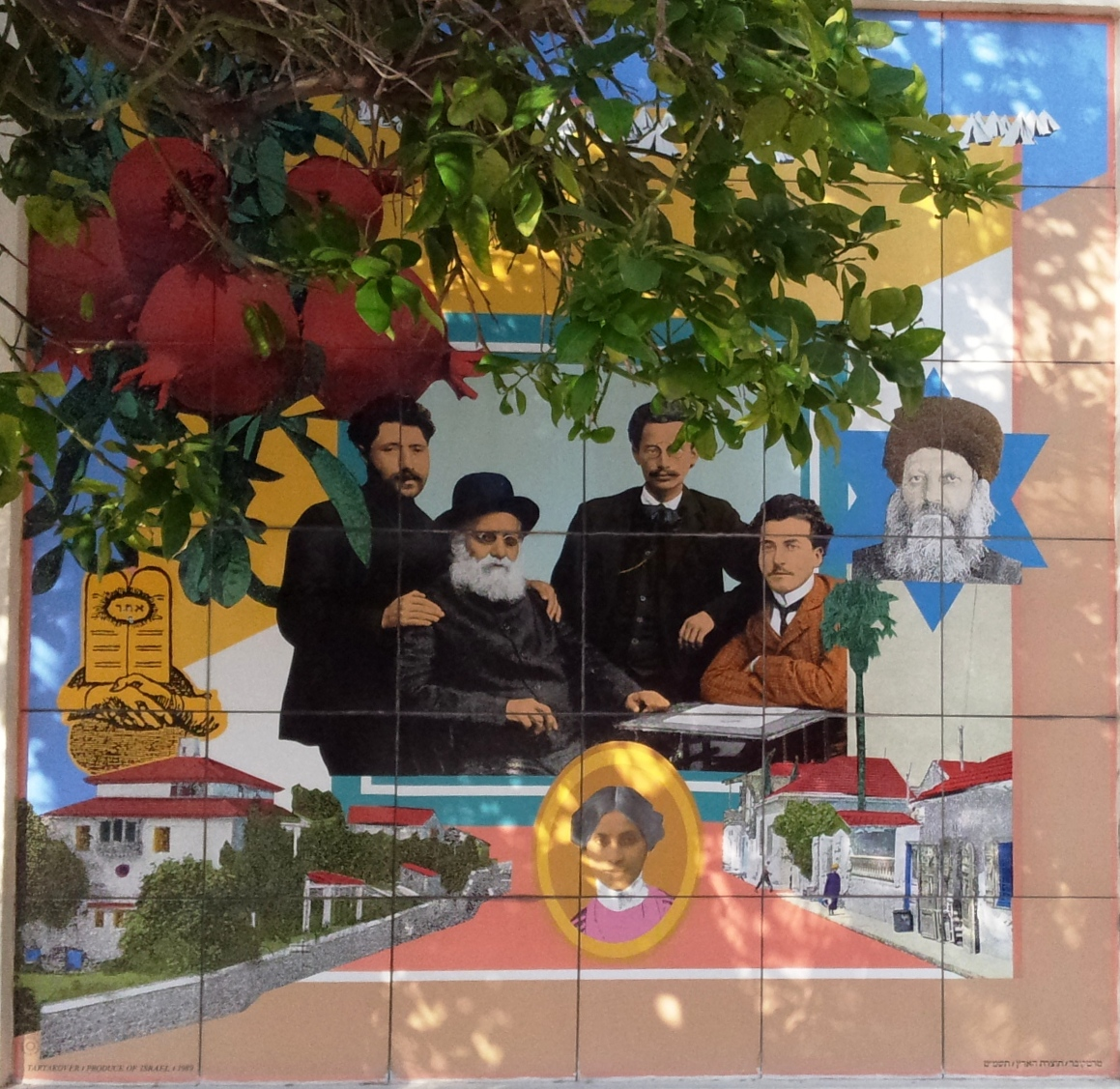
صورة لصور ديبورا بارون، الحاخام كوك، دافيد شمعوني، س.ي. عجنون، أ.ز. رابينوفيتش و ي.ح. برينر، الذين عاشوا جميعًا في نفي تسدك خلال فترة الهجرة الثانية، في معرض "صنع في الأرض" - عمل الفنان ديفيد تارتاكوفير المعروض في ساحة مركز سوزان دلال

بدأ الاستيطان اليهودي في يافا في منتصف القرن الثامن عشر ثم في أوائل القرن التاسع عشر. وتجدد الاستيطان القديم في يافا عقب بدء إعادة إعمار المدينة المدمرة ووصول عدد كبير من السفن إلى ميناء يافا من أوروبا. كان الميناء البوابة الرئيسية إلى فلسطين العثمانية، وخاصةً للقادمين من البحر. ومع تطبيق امتيازات الحماية لمواطني الدول الأجنبية بدأ العديد من المسافرين بالوصول إلى فلسطين. وبلغت الجالية اليهودية في يافا ذروة جديدة في العقد الذي سبق الحرب العالمية الأولى. أدى تأسيس تل أبيب عام 1909 وطرد اليهود من يافا عام 1914 إلى انخفاض عدد سكانها اليهود: من 8000 عام 1907 إلى 5000 عام 1922. وأدت ثورة البراق عام 1929 والثورة العربية في فلسطين 1936-1939 إلى تراجع الوجود اليهودي في يافا. وكان سبب هجرتهم هو الاكتظاظ ونقص المباني السكنية (شراء العقارات باهظة الثمن).

## الخلفية

### يافا كمدينة مدمرة منذ قرون
يافا هي إحدى المدن القديمة في المنطقة وكانت مدينة ساحلية مهمة، دمرها المماليك في عام 1268 عند فتحها على يد السلطان بيبرس. قام بيبرس بنفي سكانها وتدمير المدينة. وكان هذا جزءًا من التدمير المنظم لمدن السهل الساحلي لمنع إعادة احتلالها من قبل الصليبيين. ونتيجة لذلك، وضعوا حراسة عسكرية في يافا، ومنعوا بناء المدينة. إلا أنهم حافظوا على الميناء البحري واستخدموه، فكان بالإضافة إلى التجارة بمثابة "بوابة صهيون" للحجاج اليهود إلى فلسطين.
ظلت المدينة مدمرة في بداية الفترة العثمانية في فلسطين حتى منتصف القرن السابع عشر. وبشكل عام فقدت المدينة أهميتها خلال الفترة العثمانية في فلسطين. أدت الحروب إلى تدميرها ومقتل العديد من سكانها حتى التغيرات التي طرأت في أواخر العصر الحديث. في بداية هذه الفترة، كانت يافا كما هو الحال في جزء كبير من السهل الساحلي الجنوبي، منطقة تعاني من الإهمال، مع عدم وجود زراعة، ومناطق مستنقعية، وعمران متفرق للغاية. تحت رحمة قطاع الطرق أو العصابات المحلية.
وفي منتصف القرن السابع عشر استقر الرهبان الفرنسيسكان هناك وبنوا نزلاً هناك. في ذلك الوقت، كانت فرنسا العامل التجاري الرئيسي الذي يركز التجارة في موانئ السهل الساحلي الشمالي المواجه لأوروبا، في حين كان ميناء يافا يخدم اثنين من التجار فقط ووكيلاً عنهما. كان ميناء يافا عموماً حتى ذلك الوقت ميناءاً هامشياً، فلم يساهم بشكل كبير في التنمية الاقتصادية. وظلت مدينة الرملة هي المركز التجاري لجنوب البلاد حتى القرن الثامن عشر.
كان الحجاج يستخدمون الكهوف الموجودة في المنطقة حتى بنى الفرنسيسكان النزل في النصف الثاني من القرن السابع عشر.

### دولة يافا في القرن الثامن عشر
من النصف الثاني من القرن الثامن عشر، ومع بناء المناطق المحيطة بالميناء وزيادة استخدامه، بدأت المدينة تعمر ببطء، سكانها في المعظم عرب مسلمين. كما ساهم تزايد أعداد الحجاج واليهود الذين كانوا يصلون بشكل متكرر عبر الميناء في تطوير المكان.
كانت الحالة الإدارية ليافا مرتبطة في بعض الأحيان بعدة كيانات حاكمة مختلفة في الإمبراطورية العثمانية، مما تسبب في تعقيد إداري هناك. من ناحية، كانت المنطقة خاضعة لمحافظة دمشق، ولكن من ناحية أخرى، وباعتبارها ميناءً يمكن فيه تحصيل الرسوم الجمركية، فإن حق إدارتها وجمع الرسوم الجمركية كان يُمنح في كثير من الأحيان لأحد أعضاء الباب العالي. كانت تابعة لسانجق غزة أثناء وجودها تحت الإقليم الفرعي. وبالإضافة إلى ذلك، كان الحكام من الأماكن المجاورة مثل القدس يتصرفون أحيانًا كما يحلو لهم. ونتيجة لذلك، عانت يافا من عبء الضرائب والصعوبات في إدارتها. وعلى وجه الخصوص، كان الحجاج المسيحيون واليهود يرتادون المكان بشكل متكرر.
إن الموقع الاستراتيجي الذي تتمتع به يافا على طريق البحر جعلها تشارك في كافة الحروب التي شهدتها المنطقة خلال الثلث الأخير من القرن الثامن عشر. ونتيجة لذلك، انتقلت يافا من يد إلى يد، وأصيبت بأضرار بالغة مرارا وتكرارا. وفي الستينيات والسبعينيات من القرن الماضي، دارت معارك دامية في يافا بين حاكم دمشق عثمان باشا، وظاهر العمر حاكم عكا والجليل، ومحمد أبو دهب. وفي عام 1776م، استولت جيوش المماليك "محمد بخ أبو الدهب" على المدينة وقامت بمذبحة سكانها. ومن وقت لآخر، كانت القبائل البدوية المحلية تقوم بغارات عليها. ثم تعافت المدينة، حتى حاصرها نابليون في عام 1799، أثناء رحلته عبر فلسطين. بعد الاستيلاء على المدينة، أمر نابليون بمذبحة الجنود العثمانيين، الذين استسلموا وركزوا على ساحل يافا. تم إعدام الآلاف من السجناء. وتسببت الأوبئة التي انتشرت بسبب عدم دفن الجثث في سقوط العديد من الضحايا بين سكان المدينة المتبقين وبين جنود نابليون، وأمر نابليون بقتل أي جندي مصاب بالطاعون لمنع انتشاره.

## تاريخ الاستيطان اليهودي في يافا

### خلال الفترة العثمانية
في وقت مبكر من عام 1726، كتب الرحالة الألماني أنجيليكوس ماريا ميلر، "تشبه يافا قرية أكثر من كونها مدينة، مع منازل فقيرة يسكنها الأتراك واليونانيون واليهود وعدد قليل من المسيحيين".
في عام 1740، أنشأت لجنة مسؤولي القسطنطينية نزلاً بالقرب من ميناء يافا لليهود الذين يقومون بالحج إلى القدس، وكان آشير هو الخان اليهودي الوحيد الذي يعمل هناك للمهاجرين اليهود. كان المبنى يُعرف أيضًا باسم بيت زونانا، ويُستخدم اليوم كـ"كنيس للمهاجرين الليبيين" الذي سمي على اسم الحاخام يعقوب بن ديفيد زونانا، فاعل الخير اليهودي الذي اشتراه، كما كان يشتمل أيضًا على ميكفاه. ومن الذين ذكروا المكان الحاخام حاييم يوسف داوود أزولاى الذي زار المبنى سنة 1757م، والرحالة الحاخام سيمحا من زالزيتس سنة 1764م. لكن بعد سنوات قليلة، استولى العرب في يافا على المبنى، وسمحوا لليهود بالصلاة فيه ثلاثة أيام فقط في السنة. وفي وقت لاحق، مُنع اليهود من استخدامه على الإطلاق. على مر السنين، تم استخدام المبنى لأغراض مختلفة، بما في ذلك مصنع للصابون، لكن السكان العرب استمروا في تسميته "البيت اليهودي". ولم يعد المكان إلى الملكية اليهودية إلا بعد حرب 1948.
في عام 1825، عين حاخامات القدس الحاخام يهودا مراغوزا ممثلاً لهم في يافا للترحيب بالمهاجرين اليهود. في تلك الأيام، لم تكن هناك أي مستوطنة يهودية في يافا، وكان اليهود الذين هاجروا عبر ميناء يافا يعانون في كثير من الأحيان بسبب نقص المساعدة اليهودية. لم تكن حياة الحاخام الانفرادية في مدينة لم يكن فيها أي يهود آخرين مريحة أو ممتعة على الإطلاق، حتى مع أنه كان يذهب أحيانًا إلى القدس للجلوس لبعض الوقت. في عام 1829، أثر الحاخام على 12 من الناجين من سفينة المهاجرين اليهود من المغرب التي غرقت بالقرب من عكا ليصبحوا أول اليهود الذين انضموا إليه واستقروا في يافا. مع مرور الوقت، تجمع المزيد من اليهود في يافا، وشمل المجتمع كل من اليهود الأشكناز والسفاراديين. في عام 1834، تم إنشاء المقبرة اليهودية في يافا.
في عام 1834، بادر الحاخام مارغوزا بشراء قطعة أرض للمقبرة اليهودية في يافا. وحتى ذلك الوقت كان يهود يافا يحضرون موتاهم لدفنهم في القدس (لأسباب شرعية وغيرها)، ويعتقد البعض أن اليهود كانوا يدفنون أحياناً في المقابر الإسلامية. في عام 1839، بدأت عمليات الدفن في المقبرة.
في عام 1842، اشترى الحاخام يهودا مراغوزا، بالاشتراك مع الحاخام أبراهام بينسو والحاكم يحيئيل باخار، قطعة أرض مساحتها 103 دونمات على ضفاف نهر وادي المصرارة، شمال شرق يافا، حيث تقع اليوم أبراج عزريئلي في حي مونتيفيوري. قام الحاخام بزراعة بستان في الأرض يحتوي على 5310 شجرة. في عام 1853، أرسل الحاخام يهودا مارغوسا رسالة إلى موشيه مونتيفيوري كتب فيها: "بفضل الله، يُعلن الهيراني أنني أول يهودي جاء إلى يافا، من سبط دان... بدأتُ وحدي بزراعة الأرض بغرس حديقة، كما سأخبر شرفه، ولو استطعتُ تنفيذ خطتي، لحثّتُ يهودًا آخرين على فعل الشيء نفسه، اقتداءً بي. لكن من المعروف للجميع أن بدايات أي شيء جديد صعبة للغاية، حتى الإسماعيليون هنا اندهشوا لرؤية يهودي يزرع الأرض... سأبذل قصارى جهدي لتشجيع الزراعة بين أفراد مجتمعي، الذي يبلغ عددهم سبعين عائلة. كل هذا كتبه الحاخام الموجود هنا، وهو المسؤول عن اليهود الذين يدعون الله أن يمنّ عليكم بالخير. رفائيل يهودا مناحيم ليفي، يافا، ٢٨ يوليو ١٨٥٣." استمر يهودا مراغوزا في قيادة المجتمع حتى وفاته في عام 1879.
مع نمو وتطور المجتمع اليهودي في يافا، بادر زعماء المجتمع إلى إنشاء "لجنة مدينة يافا" في عام 1863، والتي كانت أول لجنة عامة في البلاد لم تكن مبنية على أساس طائفي-مجتمعي، وكان السفارديم والأشكناز شركاء فيها معًا. تم تعيين حاييم أمزلاغ رئيسًا للجنة. ومنذ ذلك الحين، وعلى مدار القرن التاسع عشر، وتحت رعاية وتشجيع الجالية اليهودية في يافا، تطورت البنية التحتية الأيديولوجية والاجتماعية والاقتصادية التي دعمت الصحوة الوطنية للجالية اليهودية في جميع أنحاء فلسطين. كان أول عمل قامت به اللجنة هو إنشاء فرع "الاتحاد الإسرائيلي العالمي" في يافا. وأدى علاقة اللجنة بالاتحاد الإسرائيلي العالمي" في باريس إلى افتتاح مدرسة للبنين في يافا في 12 مارس/آذار 1868.
وفي أواخر ستينيات، بدأ اليهود أيضًا بالمشاركة في الخروج من أسوار المدينة، ومنذ ذلك الحين قاموا بتوسيع استيطانهم في مناطق مختلفة حول يافا القديمة.
بدأت في أواخر ثمانينيات إنشاء أحياء يهودية حول يافا. وقد حتى قبل إنشاء حي أحوزات بيت الذي سيتحول إلى مدينة تل أبيب. وعند إنشائها كان يعيش في الأحياء اليهودية خارج أسوار يافا خمسة آلاف يهودي، ازداد عددهم بعد موجة الهجرة الثانية.
خلال الهجرة الأولى في ثمانينيات القرن التاسع عشر، ومع بدء وصول المهاجرين اليهود إلى المنطقة بأعداد كبيرة، تم إنشاء 11 حيًا يهودي جديداً خارج يافا على أراضي تل أبيب الحالية. كان أولها حي نفي تسدك الذي أسسه اليهود المزراحيون عام 1887 بسبب الاكتظاظ السكاني في يافا، وبُني على أراضٍ يملكها أهارون شالوش. ومن الأحياء الأخرى نفيه شالوم (1890)، ويافا نوف (1896)، وأشفا (1899)، وأوهيل موشيه (1904)، وكيريم هتيمانيم (1906)، وأحوزات بيت (1909) الذي يُعتبر تاريخ تأسيسه هو تاريخ تأسيس مدينة تل أبيب، وعند إنشائه كان يعيش في الأحياء اليهودية خارج أسوار يافا خمسة آلاف يهودي، وازداد عددهم بعد موجة الهجرة الثانية.
وبمجرد حصول تل أبيب على وضع المدينة في عشرينيات القرن العشرين، انضمت تلك الأحياء إلى البلدية المشكلة حديثًا، وأصبحت الآن منفصلة عن يافا.